# Kretische Lyra

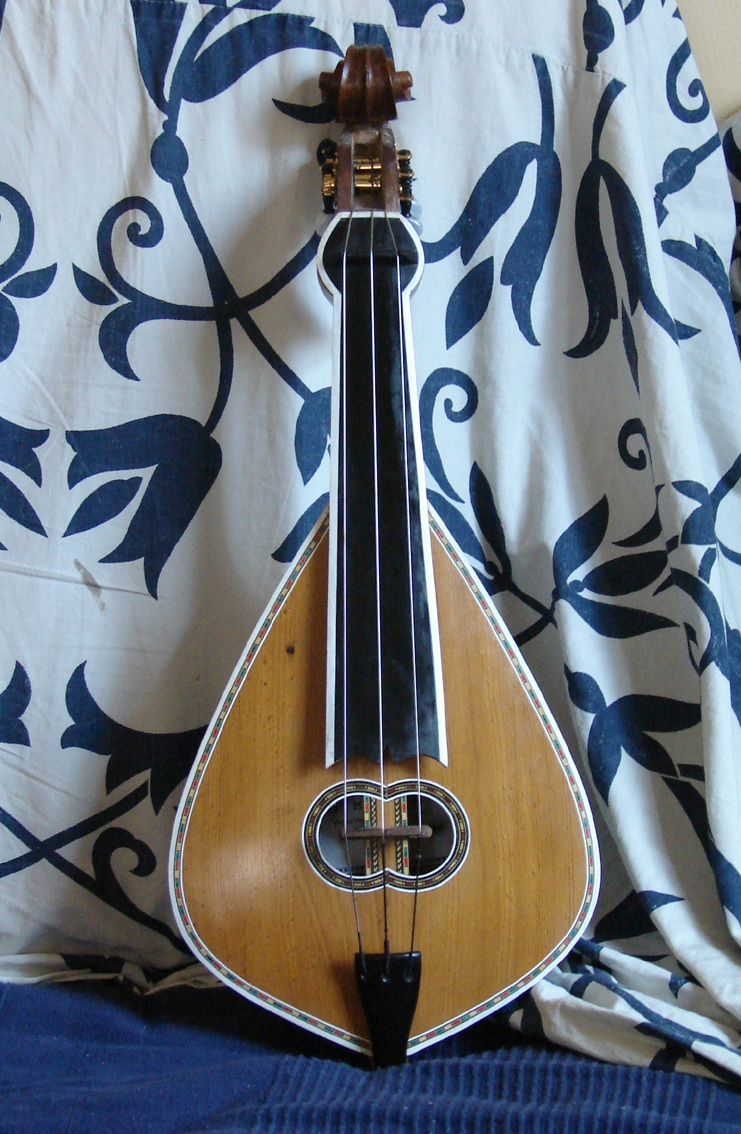
Kretische Lyra

Die kretische Lyra (griechisch κρητική λύρα) ist eine birnenförmige, mit dem Bogen gestrichene Schalenhalslaute in der griechischen Volksmusik.

## Verbreitung und Spielweise
Die kretische Lyra ist mit mehreren süd- und südosteuropäischen Lauten verwandt, etwa der kalabrischen Lira, der gadulka in Bulgarien und der in der klassischen türkischen Musik gespielten fasıl kemençesi. Die mutmaßliche Abstammung der gestrichenen Schalenhalslauten zeigt die Abbildung einer byzantinischen Lira aus dem 10. Jahrhundert.  
Die Lyra ist besonders auf den Inseln des Dodekanes und auf Kreta verbreitet und gehört dort neben der griechischen Langhalslaute laouto zu den traditionellen Instrumenten der Folklore. Sie wird meist vom Sänger selbst gespielt, der sie oft improvisierend in Ritornellen und Zwischenspielen einsetzt und dabei von der laouto begleitet wird. Das aus Lyra und Langhalslaute bestehende Ensemble ist nahezu ausschließlich eine Domäne der Männer. Das Instrument wurde in Verbindung mit Rockmusik gebracht, als die griechische Musikerin Georgia Dagaki es bei den Konzerten von Eric Burdon benutzte.

## Bauform

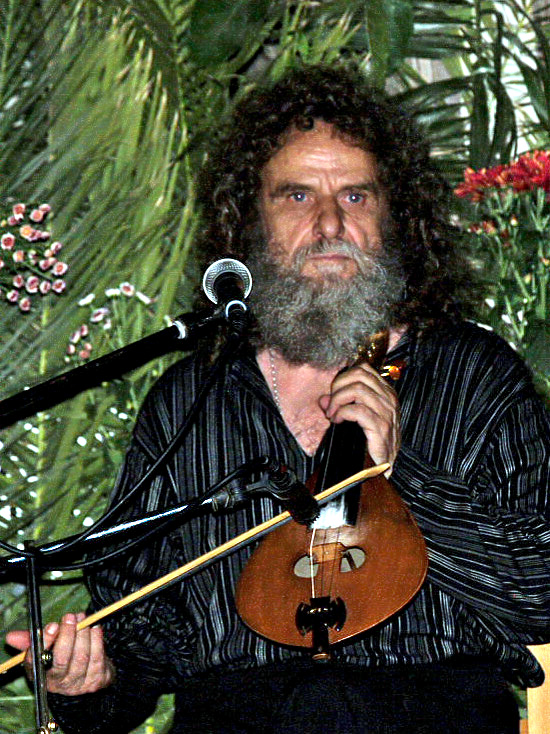
Der Lyraspieler Psarandonis

Die Lyra wird wie eine Geige gestrichen, aber mit dem Bogen im Untergriff gespielt. Die linke Hand stützt das Instrument auf dem Knie bzw. Oberschenkel (da-gamba-Haltung) ab. Die Finger der Greifhand ruhen auf dem wenig gerundetem Griffbrett. Zum Spielen der gewünschten Töne werden die Saiten an der linken Seite von den Fingernägeln der linken Hand berührt. Wegen dieser spieltechnischen Besonderheit liegen die Saiten deutlich weiter auseinander als bei einer Geige oder Bratsche und haben auch einen deutlich höheren Abstand zum Griffbrett. Die Lyra hat drei in Quinten gestimmte Saiten (a1–d1–g0). Anders als bei Instrumenten der Gamben-, Gitarren- und Lautenfamilien gibt es am Griffbrett keine Bünde. Der bauchige Korpus der Lyra von Kreta und den ägäischen Inseln ähnelt von der Formgebung her dem einer Mandoline. Er wird beim Bau des Instruments mit Hohlbeitel aus dem vollen Hartholz herausgearbeitet, nach Vollendung der Außenform wird die Innenform herausgearbeitet. Der Korpus wird mit einer flachen Decke aus Weichholz, meist aus Zeder komplettiert. Der Steg sitzt auf der Diskantseite direkt auf dem Stimmstock und klemmt ihn inmitten des Schalllochs über den Saitendruck zum Boden hin ein.

## Abgrenzung
Die kretische Lyra ist nicht verwandt mit der pontischen Lyra oder kementzes (griechisch κεμεντζές) aus Kleinasien, die schmal und flaschenförmig gebaut ist. Ihre Form entspricht der türkischen karadeniz kemençesi. Die pontische Lyra kennt zwei Varianten, die tiefer gestimmte kapan und die höher gestimmte zil (türkisches Wort für „Zimbel“ und „hohe Saite“). 
Zu Herkunft und Verbreitung des Instrumententyps in der Region siehe: Husle.